# Helldorádó
Helldorádó – trzeci studyjny album węgierskiego zespołu Ganxsta Zolee és a Kartel. Album został wydany w 1999 roku na MC i CD nakładem wytwórni Sony Music.
Album sprzedał się w 50 000 tysiącach egzemplarzy, uzyskując status platynowej płyty. Zajął ponadto pierwsze miejsce na węgierskiej liście przebojów.

## Lista utworów
1. „Entrée” (0:29)
2. „Kartel Anthem VII.” (0:45)
3. „A jó a rossz és a Kartel” (feat. Dopeman) (3:57)
4. „A való világ” (4:08)
5. „TKO” (0:29)
6. „Ez itt nem az” (feat. Dopeman) (3:36)
7. „A szerb határ felé” (3:14)
8. „Szűzoltók” (feat. Dopeman) (3:52)
9. „Bérgyilkosok” (feat. Dopeman) (3:27)
10. „Kartel Anthem VIII.” (0:44)
11. „Angyalföld a hely” (feat. Dopeman) (3:50)
12. „A sötét oldal” (feat. Dopeman) (3:27)
13. „Nincs az a csaj” (4:29)
14. „Kartel Anthem IX.” (1:40)
15. „Mexico Kid (Big Dally L.2.)” (2:02)
16. „Hasfelmetszők” (feat. Dopeman) (4:24)
17. „Ez nem a te napod” (4:43)
18. „Steve” (1:59)
19. „Dög és a többiek” (feat. Dopeman, TKO) (3:28)
20. „Blow-feld vs. O.J.Bond” (4:46)
21. „Helldorado” (feat. Dopeman) (4:55)
22. „Sortie ” (0:43)